# Смаглеевская волость
Смаглеевская волость — историческая административно-территориальная единица Богучарского уезда Воронежской губернии с центром в слободе Смаглеевка.
По состоянию на 1880 год состояла из 6 поселений, 5 сельских общин. Населения — 7184 лица (3575 мужского пола и 3609 — женской), 1038 дворовых хозяйств.
|                       | Площадь, десятин | В том числе пахотной, дес. |
| --------------------- | ---------------- | -------------------------- |
| Сельских общин        | 21508            | 17798                      |
| Частной собственности | 191              | 83                         |
| Другой собственности  | 198              | 193                        |
| В общем               | 21897            | 18074                      |

Поселения волости на 1880 год:
- Смаглеевка — бывшая государственная слобода при реке Богучар по 45 верст от уездного города, 2327 человек, 335 дворов, православная церковь, школа, почтовая станция, 31 ветряная мельница, 2 лавки, 4 ярмарки в год.
- Голое — бывшая государственная слобода, 1875 человек, 300 дворов, православная церковь, 30 ветряных мельниц, лавка, 2 торжища.
- Скнарин — бывший государственный хутор при реке Богучар, 1381 лицо, 185 дворов, 13 ветряных мельниц.
- Фисенкова (Гайворонское) — бывшая государственная слобода, 752 лица, 107 дворов, православная церковь, 16 ветряных мельниц, торжок.

По данным 1900 года в волости насчитывалось 6 поселений с преимущественно украинским населением, 5 сельских обществ, 174 здания и учреждения, 1049 дворовых хозяйств, население составляло 8253 лица (4462 мужского пола и 3791 — женского).
В 1915 году волостным урядником был Охрим Иванович Ковалев, старшиной — Харитон Степанович Яіцький, волостным писарем — Василий Данилович Голубев.